# 山内智生
山内 智生（やまうち ともお、1965年〈昭和40年〉3月28日 - ）は、日本の郵政・総務技官。

## 来歴
兵庫県出身。甲陽学院高等学校を経て、京都大学大学院工学研究科修士課程修了。1989年（平成元年）、郵政省に入省。入省後、情報通信におけるサイバーセキュリティ政策や総務省及び同省が所管する独立行政法人などのサイバーセキュリティの確保、第4世代移動通信システムや情報通信における多言語翻訳などの研究開発、携帯電話や無線LANの技術基準策定などの電波監理に携わり、総合通信基盤局電波部移動通信課課長補佐、同部電波政策課統括補佐、情報通信国際戦略局技術政策課研究推進室長、総合通信基盤局電波部電波政策課電波利用料企画室長、情報通信国際戦略局技術政策課研究推進室長、内閣官房情報セキュリティセンター内閣参事官（重要インフラ担当）、情報通信国際戦略局宇宙通信政策課長などを歴任。
2016年（平成28年）6月17日、内閣官房内閣参事官（内閣サイバーセキュリティセンター）に就任。在任中、2017年（平成29年）に世界規模で発生したサイバー攻撃に対応し、重要インフラの被害状況などの情報収集にあたった。また、2018年（平成30年）7月に閣議決定されたサイバーセキュリティ戦略を取りまとめた。
2018年（平成30年）8月1日、内閣官房内閣審議官（内閣サイバーセキュリティセンター）兼内閣サイバーセキュリティセンター副センター長に就任。内閣参事官時代に取りまとめたサイバーセキュリティ戦略をもとに、サイバーセキュリティ基本法の改正やセイバーセキュリティ協議会の設立に携わった。また、2021年（令和3年）9月に閣議決定されたサイバーセキュリティ戦略をとりまとめ、東京2020オリンピック・パラリンピック競技大会におけるサイバーセキュリティ対策を担当した。
2021年（令和3年）10月1日、総務省大臣官房審議官（国際技術、サイバーセキュリティ担当）に就任。
2022年（令和4年）6月28日、総務省サイバーセキュリティ統括官に就任。2025年（令和7年）7月1日、辞職。